# Ne Kunda Nlaba
Ne Kunda Nlaba, né en 1982 à Kinshasa en République démocratique du Congo, est un producteur, réalisateur, scénariste, acteur et politologue africain. 

## Biographie
Il fait sa première apparition cinématographique en tant qu’acteur principal dans le court-métrage Un Virus à l’école de Alain Ndontoni en 1999.
Il a joué dans plusieurs pièces de théâtre et contes tels que Shella en 1998, Pasteur Contre Évangéliste en 1999 avec la compagnie Heaven Boyz, Cri de Détresse et d’Espoir en 2005, Nsengane (conte) en 2007 avec Virunga Théâtre et a aussi participé à la création des spectacles de danse contemporaine tels que Na Nini ? et Bataille Sans Fin avec la compagnie Diba Dance. 
Il fonde sa compagnie de théâtre, Virunga Théâtre et la maison de culture Labson Cultur’arts à Kinshasa en 2004. Il crée le Festival Solo ou Mosi, un festival des arts de la scène en solo (ou one man show) qui a connu sa première édition en 2005 et sa deuxième édition en 2007 à Kinshasa. Il travaille en 2006 avec Canal 5 télévision puis avec le centre culturel Mbongi’Eto du griot Ne Nkamu et le projet Kiamvu-le Pont en tant que chargé de communication et reporter. 
Il commence sa carrière cinématographique en 2007 et produit son premier court métrage d’horreur « The Next » en 2009 à Londres. Il est propriétaire et Chief Executive Officer (C.E.O) de la société de production cinématographique Labson Bizizi-Cine Kongo Ltd et de la société de distribution des films Afrika Bizizi Distribution Ltd basées à Londres et Kinshasa, et est concepteur de Bizizi Box,,,,,.

## Filmographie
- The Next (2009)
- The Steel Pan (2010)[7]
- Living without Living (2011)[8]
- Cherie Bondowe (2012)[9]
- Abeti Masikini: Le Combat d'une Femme, co-réalisé avec Laura Kutika(2015)[10]
- Kimpa Vita: La Mère de la Révolution Africaine (2016)[11],[12],[13],[14],[15],[16]
- Royaume Kongo: A la recherche du royaume détruit (2020)[17],[18],[19],[20]
- Afro Beat [21],[22]